# Stephanie Zambra
Stephanie Zambra, nata Roche (Dublino, 13 giugno 1989), è un'ex calciatrice irlandese, di ruolo attaccante.
Prima del ritiro, annunciato nell'ottobre 2024, ha giocato nel campionato irlandese, ottenendo diversi trofei vestendo la maglia del Peamount United, e in quello francese e italiano, tornando poi in patria e chiudendo la carriera allo Shamrock Rovers. Ha inoltre indossato la maglia della nazionale irlandese sia a livello giovanile, partendo dalla under 17, fino alla nazionale maggiore, superando le 50 presenze. Sposata con Dean Zambra, anch'egli calciatore, ne acquisisce il cognome dopo il matrimonio.

## Carriera

### Club
Nata a Dublino, dopo vari tornei giovanili esordisce nella Women's National League, massimo livello del campionato irlandese con la maglia del Peamount United nella stagione 2011-2012, nella quale vince subito il campionato, la coppa d'Irlanda e la classifica capocannonieri con 24 reti.
Con il Peamount United esordisce anche nella UEFA Women's Champions League, nella quale realizza sette reti in otto incontri. In tre anni, realizza 63 reti in 54 partite di campionato.
Punto fisso della Nazionale irlandese, nell'estate 2014 passa all'ASPTT Albi, squadra neopromossa nella Division 1 francese.
A ottobre 2014, ottiene la nomination per il FIFA Puskás Award 2014. Il 1º dicembre 2014, a sorpresa, entra nella Top 3, scavalcando anche i gol di Zlatan Ibrahimović e Diego Costa e giocandosi così il premio con Robin van Persie e James Rodríguez.
A novembre 2018 ha firmato con le italiane della Florentia, neopromossa in Serie A, con le quali si allenava da qualche mese.
Il suo apporto alla squadra toscana è però sempre stato condizionato dai problemi fisici che nelle due stagioni, nella seconda con la squadra che cambia sede e assume la nuova denominazione Florentia San Gimignano, accumula solamente 7 presenze complessive in campionato. Ha lasciato l'Italia a fine febbraio 2020 per fare ritorno in Irlanda, di nuovo al Peamount United.

## Statistiche

### Presenze e reti nei club
Statistiche aggiornate al 3 novembre 2019.
| Stagione        | Squadra         | Campionato      | Campionato | Campionato | Coppe nazionali | Coppe nazionali | Coppe nazionali | Coppe continentali | Coppe continentali | Coppe continentali | Totale | Totale |
| Stagione        | Squadra         | Comp            | Pres       | Reti       | Comp            | Pres            | Reti            | Comp               | Pres               | Reti               | Pres   | Reti   |
| --------------- | --------------- | --------------- | ---------- | ---------- | --------------- | --------------- | --------------- | ------------------ | ------------------ | ------------------ | ------ | ------ |
| 2011-2012       | Peamount United | WNL             | 15         | 24         | FAICup+CdL      | ?+?             | ?+?             | WCL                | 5                  | 4                  | 20     | 28     |
| 2012-2013       | Peamount United | WNL             | 18         | 22         | FAICup+CdL      | ?+?             | ?+?             | WCL                | 3                  | 3                  | 21     | 25     |
| 2013-2014       | Peamount United | WNL             | 21         | 17         | FAICup+CdL      | ?+?             | ?+?             | -                  | -                  | -                  | 22     | 17     |
| Totale Peamount | Totale Peamount | Totale Peamount | 54         | 63         |                 | ?               | ?               |                    | 8                  | 7                  | 62     | 70     |
| 2014-2015       | ASPTT Albi      | D1              | 10         | 1          | CF              | -               | -               | -                  | -                  | -                  | 10     | 1      |
| 2018-2019       | Florentia       | A               | 4          | 0          | CI              | -               | -               | -                  | -                  | -                  | 4      | 0      |
| 2019-2020       | Florentia S.G.  | A               | 3          | 0          | CI              | -               | -               | -                  | -                  | -                  | 3      | 0      |
| Totale carriera | Totale carriera | Totale carriera | 71         | 64         |                 | ?               | ?               |                    | 8                  | 7                  | 79     | 71     |

### Cronologia presenze e reti in Nazionale
Statistiche aggiornate al 24 novembre 2014.
| Cronologia completa delle presenze e delle reti in nazionale ― Irlanda under 19 | Cronologia completa delle presenze e delle reti in nazionale ― Irlanda under 19 | Cronologia completa delle presenze e delle reti in nazionale ― Irlanda under 19 | Cronologia completa delle presenze e delle reti in nazionale ― Irlanda under 19 | Cronologia completa delle presenze e delle reti in nazionale ― Irlanda under 19 | Cronologia completa delle presenze e delle reti in nazionale ― Irlanda under 19 | Cronologia completa delle presenze e delle reti in nazionale ― Irlanda under 19 | Cronologia completa delle presenze e delle reti in nazionale ― Irlanda under 19 |
| Data                                                                            | Città                                                                           | In casa                                                                         | Risultato                                                                       | Ospiti                                                                          | Competizione                                                                    | Reti                                                                            | Note                                                                            |
| ------------------------------------------------------------------------------- | ------------------------------------------------------------------------------- | ------------------------------------------------------------------------------- | ------------------------------------------------------------------------------- | ------------------------------------------------------------------------------- | ------------------------------------------------------------------------------- | ------------------------------------------------------------------------------- | ------------------------------------------------------------------------------- |
| 19-08-2005                                                                      | Dublino                                                                         | Irlanda under 19                                                                | 3 – 2                                                                           | Finlandia under 19                                                              | Amichevole                                                                      | 1                                                                               | 61’                                                                             |
| 21-08-2005                                                                      | Dublino                                                                         | Irlanda under 19                                                                | 0 – 2                                                                           | Finlandia under 19                                                              | Amichevole                                                                      | -                                                                               | 60’                                                                             |
| 29-09-2005                                                                      | Tallinn                                                                         | Irlanda under 19                                                                | 4 – 0                                                                           | Italia under 19                                                                 | Qual. Europeo under 19 2006                                                     | 1                                                                               |                                                                                 |
| 25-04-2006                                                                      | Križevci                                                                        | Irlanda under 19                                                                | 2 – 0                                                                           | Slovenia under 19                                                               | Qual. Europeo under 19 2006                                                     | -                                                                               |                                                                                 |
| 27-04-2006                                                                      | Križevci                                                                        | Scozia under 19                                                                 | 2 – 0                                                                           | Irlanda under 19                                                                | Qual. Europeo under 19 2006                                                     | -                                                                               | 57’                                                                             |
| 29-04-2006                                                                      | Križevci                                                                        | Irlanda under 19                                                                | 0 – 3                                                                           | Germania under 19                                                               | Qual. Europeo under 19 2006                                                     | -                                                                               | 81’                                                                             |
| 26-09-2006                                                                      | Michalovce                                                                      | Irlanda under 19                                                                | 4 – 0                                                                           | Slovacchia under 19                                                             | Qual. Europeo under 19 2007                                                     | -                                                                               | 60’                                                                             |
| 28-09-2006                                                                      | Vranov nad Topľou                                                               | Irlanda under 19                                                                | 5 – 1                                                                           | Bulgaria under 19                                                               | Qual. Europeo under 19 2007                                                     | -                                                                               | 46’                                                                             |
| 14-04-2007                                                                      | Orléans                                                                         | Irlanda under 19                                                                | 0 – 2                                                                           | Francia under 19                                                                | Qual. Europeo under 19 2007                                                     | -                                                                               | 88’                                                                             |
| 27-09-2007                                                                      | Nové Mesto nad Váhom                                                            | Irlanda under 19                                                                | 5 – 1                                                                           | Croazia under 19                                                                | Qual. Europeo under 19 2008                                                     | -                                                                               | 63’                                                                             |
| 29-09-2007                                                                      | Nemšová                                                                         | Slovacchia under 19                                                             | 0 – 5                                                                           | Irlanda under 19                                                                | Qual. Europeo under 19 2008                                                     | 1                                                                               |                                                                                 |
| 02-10-2007                                                                      | Nové Mesto nad Váhom                                                            | Irlanda under 19                                                                | 3 – 2                                                                           | Svizzera under 19                                                               | Qual. Europeo under 19 2008                                                     | -                                                                               | 46’                                                                             |
| 24-04-2008                                                                      | Madrid                                                                          | Irlanda under 19                                                                | 0 – 2                                                                           | Paesi Bassi under 19                                                            | Qual. Europeo under 19 2008                                                     | -                                                                               | 59’                                                                             |
| 26-04-2008                                                                      | Madrid                                                                          | Irlanda under 19                                                                | 7 – 0                                                                           | Serbia under 19                                                                 | Qual. Europeo under 19 2008                                                     | 1                                                                               |                                                                                 |
| 29-04-2008                                                                      | Madrid                                                                          | Spagna under 19                                                                 | 3 – 1                                                                           | Irlanda under 19                                                                | Qual. Europeo under 19 2008                                                     | -                                                                               | 69’                                                                             |
| Totale                                                                          |                                                                                 | Presenze                                                                        | 15                                                                              |                                                                                 | Reti                                                                            | 4                                                                               |                                                                                 |

| Cronologia completa delle presenze e delle reti in nazionale ― Irlanda | Cronologia completa delle presenze e delle reti in nazionale ― Irlanda | Cronologia completa delle presenze e delle reti in nazionale ― Irlanda | Cronologia completa delle presenze e delle reti in nazionale ― Irlanda | Cronologia completa delle presenze e delle reti in nazionale ― Irlanda | Cronologia completa delle presenze e delle reti in nazionale ― Irlanda | Cronologia completa delle presenze e delle reti in nazionale ― Irlanda | Cronologia completa delle presenze e delle reti in nazionale ― Irlanda |
| Data                                                                   | Città                                                                  | In casa                                                                | Risultato                                                              | Ospiti                                                                 | Competizione                                                           | Reti                                                                   | Note                                                                   |
| ---------------------------------------------------------------------- | ---------------------------------------------------------------------- | ---------------------------------------------------------------------- | ---------------------------------------------------------------------- | ---------------------------------------------------------------------- | ---------------------------------------------------------------------- | ---------------------------------------------------------------------- | ---------------------------------------------------------------------- |
| 17/09/2011                                                             | Newport                                                                | Galles                                                                 | 0-2                                                                    | Irlanda                                                                | Qual. Euro 2013                                                        | -                                                                      | 66’                                                                    |
| 22/09/2011                                                             | Cork                                                                   | Irlanda                                                                | 1-3                                                                    | Francia                                                                | Qual. Euro 2013                                                        | -                                                                      | 85’                                                                    |
| 22/10/2011                                                             | Dublino                                                                | Irlanda                                                                | 2-0                                                                    | Israele                                                                | Qual. Euro 2013                                                        | -                                                                      | 73’                                                                    |
| 16/06/2012                                                             | Cork                                                                   | Irlanda                                                                | 0-1                                                                    | Galles                                                                 | Qual. Euro 2013                                                        | -                                                                      | 83’                                                                    |
| 21/06/2012                                                             | Ramat Gan                                                              | Israele                                                                | 0-2                                                                    | Irlanda                                                                | Qual. Euro 2013                                                        | -                                                                      | 61’                                                                    |
| 30/10/2013                                                             | Velenje                                                                | Slovenia                                                               | 0-3                                                                    | Irlanda                                                                | Qual. Mondiale 2015                                                    | -                                                                      | 87’                                                                    |
| 05/05/2014                                                             | Dublino                                                                | Irlanda                                                                | 2-3                                                                    | Germania                                                               | Qual. Mondiale 2015                                                    | 1                                                                      | 81’                                                                    |
| 07/05/2014                                                             | Dublino                                                                | Irlanda                                                                | 1-3                                                                    | Russia                                                                 | Qual. Mondiale 2015                                                    | -                                                                      | 23’                                                                    |
| 14/06/2014                                                             | Dublino                                                                | Irlanda                                                                | 1-0                                                                    | Croazia                                                                | Qual. Mondiale 2015                                                    | -                                                                      | -                                                                      |
| 19/06/2014                                                             | Krasnoarmeysk                                                          | Russia                                                                 | 0-0                                                                    | Irlanda                                                                | Qual. Mondiale 2015                                                    | -                                                                      | 69’                                                                    |
| 20/08/2014                                                             | Dublino                                                                | Irlanda                                                                | 2-0                                                                    | Slovenia                                                               | Qual. Mondiale 2015                                                    | -                                                                      | 59’                                                                    |
| 13/09/2014                                                             | Senec                                                                  | Slovacchia                                                             | 0-1                                                                    | Irlanda                                                                | Qual. Mondiale 2015                                                    | 1                                                                      | 46’                                                                    |
| 17/09/2014                                                             | Heidenheim                                                             | Germania                                                               | 2-0                                                                    | Irlanda                                                                | Qual. Mondiale 2015                                                    | -                                                                      | 72’                                                                    |
| Totale                                                                 |                                                                        | Presenze                                                               | 13                                                                     |                                                                        | Reti                                                                   | 2                                                                      |                                                                        |

## Palmarès

### Club
- Campionato irlandese: 1

Peamount United: 2012
- Coppa d'Irlanda: 2

Peamount United: 2012, 2013

### Individuali
- Capocannoniere del campionato irlandese: 1

Peamount United: 2012 (24 reti)